# Asian Composers League

Logo ACL

Die Asian Composers League (ACL) ist eine Organisation für zeitgenössische Musik im asiatisch-pazifischen Raum.

## Geschichte
Die Vereinigung wurde 1973 von führenden Komponisten zur Förderung asiatischer und neuer Musik in Hongkong gegründet. Anwesend waren drei japanische Delegierte unter der Führung von Irino Yoshirō, sechs aus Taiwan um Hsu Tsang-Houei und sechs aus Hongkong unter Lin Sheng-Shih und Doming Lam. Es folgten Treffen in Kyōto (1974) und Manila (1975) sowie Taipeh (1976), Bangkok (1977) und Seoul (1978). Mitgliedsländer sind Australien, Hongkong, Indonesien, Israel, Japan, Südkorea, Malaysia, Neuseeland, Philippinen, Singapur, Taiwan und Thailand. Die League richtet regelmäßig das ACL Conference and Festival aus. Ehemalige ACL-Vorsitzende waren u. a. Lucrecia R. Kasilag, Sung-Jae Lee, Ramon P. Santos, Isao Matsushita und Joshua Chan.
Vergebene Preise:
- ACL Young Composers Awards
- ACL Yoshiro IRINO Memorial Prize
- ACL Outstanding Performers Award

## Ehrenmitglieder
- Yasushi Akutagawa
- Wen-chung Chou
- Tsang-Houei Hsu
- Yoshiro Irino
- Lucrecia Kasilag
- Doming Lam
- Sung-Jae Lee
- Ma Shui-long
- Jose Maceda
- Toshiro Mayuzumi
- Ramon P. Santos
- Sheng-Shih Lin
- Kyungsung Suh
- Reiko Takahashi-Irino
- Toru Takemitsu
- Isang Yun
- Jack Body